# Oncideres etiolata
Oncideres etiolata är en skalbaggsart som beskrevs av Dillon 1946. Oncideres etiolata ingår i släktet Oncideres och familjen långhorningar. Inga underarter finns listade i Catalogue of Life.